# طريف الأسياح
طريف الأسياح هو مركزٌ سعوديٌ تابعٌ لمحافظة الأسياح التابعة لمنطقة القصيم، في المملكة العربية السعودية. المركز من الفئة (ب)، ورمزه 1806 حسب دليل الترميز الموحد للمناطق الإدارية بالمملكة العربية السعودية. أسستها أسرة ال حسن من الحناتيش من عتيبة  

## الموقع
تقع شمال عين بن فهيد 

## التاريخ
أسستها أسرة ال حسن من الحناتيش من عتيبه 